# ジョゼフ・スワン
ジョゼフ・ウィルスン・スワン（Sir Joseph Wilson Swan、1828年10月31日 - 1914年5月27日）はイングランドの物理学者、化学者。その最も良く知られた業績は、白熱電球の発明である。

## 経歴
スワンは1828年にビショップワーマス（Bishopwearmouth、現サンダーランドの一部）のパリオン・ホール（Pallion Hall）で生まれた。彼はこの地で薬剤師の徒弟となった。その後、ニューカッスル・アポン・タインのモースン社（Mawson's）という薬剤製造会社の共同経営者になった。この会社は1973年まで「モースン、スワンおよびモーガン社」として存続していた。
スワンは1894年に王立協会フェローに選出され、1904年にナイト爵に叙されている。彼は1914年にサリー州ウォーリンガム（Warlingham）で没した。

## 電灯
スワンは1848年ごろには既に白熱電球の実験に取り組んでいた。減圧したガラス球の中に炭化した紙製のフィラメントを入れるというコンセプトであった。1860年までには試作品を実際に発光させることに成功し、不完全真空・炭素フィラメント・白熱電球の特許をイギリスにおいて認められた。だが彼の電球は、充分な真空度および電力供給が得られなかったことから、小型化と長寿命化は果たせなかった。
15年後（1875年）、スワンはより優れた真空引き技術と炭素フィラメント（木綿糸を苛性ソーダで処理したのち炭化させたもの）をもって、電球の問題に再び取り組んだ。彼が開発した電球の特筆すべき点は、ほぼ真空である球内に微量の酸素を残留させていたことで、これによりフィラメントは燃えることなく定常的に白熱し、発光した。耐久性に関しても、1878年12月には40時間の寿命を達成した。しかしながらスワンのフィラメントは電気抵抗が小さいものだったため、電力の供給には太い銅線を必要とするという短所があった。

### エジソン
スワンの電球に関する特許がイギリスで認可されたのは1878年のことであった。これはトーマス・エジソンのそれの一年前である。1879年2月、スワンはニューカッスル化学協会に成功の報告をするとともに、ニューカッスル・アポン・タインで電球に関する講義と実演を行っている。同年、彼はイングランドの一般家庭と歴史的建造物に電球の導入を始めた。ゲイツヘッドのロウ・フェル（Low Fell）にあった彼の家は、電球が灯った世界最初の家となった。1881年に彼は「スワン電灯会社」（The Swan Electric Light Company）を創立し、商業的に電球の生産を開始した。

### 「エジスワン」社
1883 年、エジソン & スワン連合電灯会社（the Edison & Swan United Electric Light Company）が創設された。「エジスワン」（"Ediswan"）と通称されるこの会社は、スワンが1881年に発明したセルロース製フィラメントを用いた電球を販売した。セルロース製フィラメントは、エジソン社を除いて、業界における標準となった。エジソン社は竹製フィラメントを使い続け、セルロースに転向したのは1892年の合併でゼネラル・エレクトリック社が創立された後のことであった。
1886 年、エジスワン社はロンドン北部のポンダーズ・エンド（Ponders End）にあったジュート加工所跡に製造拠点を移した。エジスワン社がイギリス初の真空管を製造したのも、1916年、ポン ダーズ・エンドに設けた工場でのことだった。この地区は、20世紀における電子部品産業の中心地となった。エジスワン社は1920年代後半に BTH社とAEI社に吸収されている。

## 写真術
湿板写真に取り組んでいる際、スワンは臭化銀感光剤の感度が熱によって増進することを見いだした。彼は1871年までには湿板の乾燥化法を考案し（写真乾板）、写真術の世界に簡便性の時代をもたらした。8年後、彼は印画紙（今日に至るまで使用され続けている）の特許を取得した。